# 圣瓦利耶德蒂耶
圣瓦利耶德蒂耶（法語：Saint-Vallier-de-Thiey，法語發音：[sɛ̃ valje də tjɛ]）是法国滨海阿尔卑斯省的一个市镇，属于格拉斯区。

## 地理
圣瓦利耶德蒂耶（43°41'56"N, 6°50'52"E）面积50.68 平方千米，位于法国普罗旺斯-阿尔卑斯-蓝色海岸大区滨海阿尔卑斯省，该省份为法国东南部沿海省份，南濒地中海，西南至瓦尔省，西北接上普罗旺斯阿尔卑斯省，北部和东部与意大利接壤。
与圣瓦利耶德蒂耶接壤的市镇（或旧市镇、城区）包括：昂东、卢河畔勒巴尔、卡布里斯、科索勒、埃斯克拉尼奥勒、格拉斯、锡亚涅河畔圣塞泽尔、斯佩拉塞德。

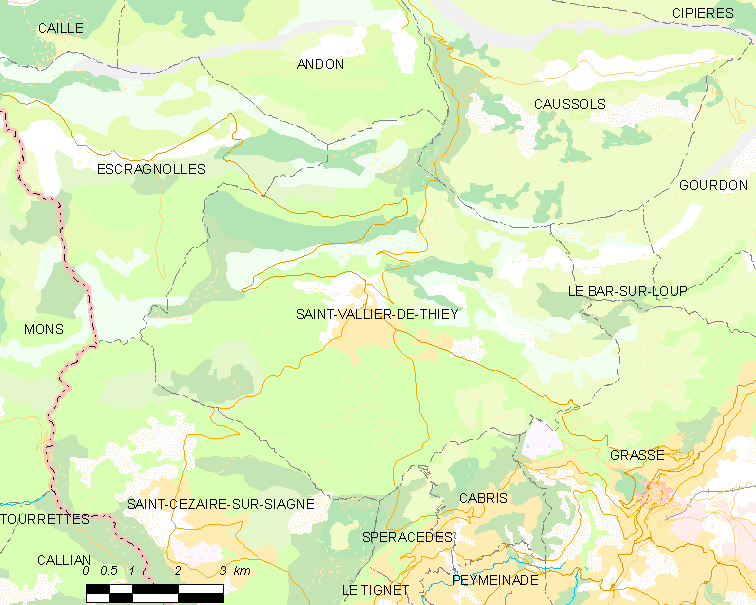
圣瓦利耶德蒂耶的OSM定位图

圣瓦利耶德蒂耶的时区为UTC+01:00、UTC+02:00（夏令时）。

## 行政
圣瓦利耶德蒂耶的邮政编码为06460，INSEE市镇编码为06130。

## 政治
圣瓦利耶德蒂耶所属的省级选区为格拉斯第一县。

## 人口

1962-2008年间圣瓦利耶德蒂耶人口变化图示

圣瓦利耶德蒂耶于2022年1月1日时的人口数量为3662人。